# Асінівське міське поселення
А́сінівське міське поселення (рос. Асиновское городское поселение) — міське поселення у складі Асінівського району Томської області Росії.
Адміністративний центр та єдиний населений пункт — місто Асіно.
Населення міського поселення становить 24141 особа (2019; 25618 у 2010, 28068 у 2002).